# 澤列納 (科韋利區)
51°10′12″N 24°41′22″E / 51.17000°N 24.68944°E

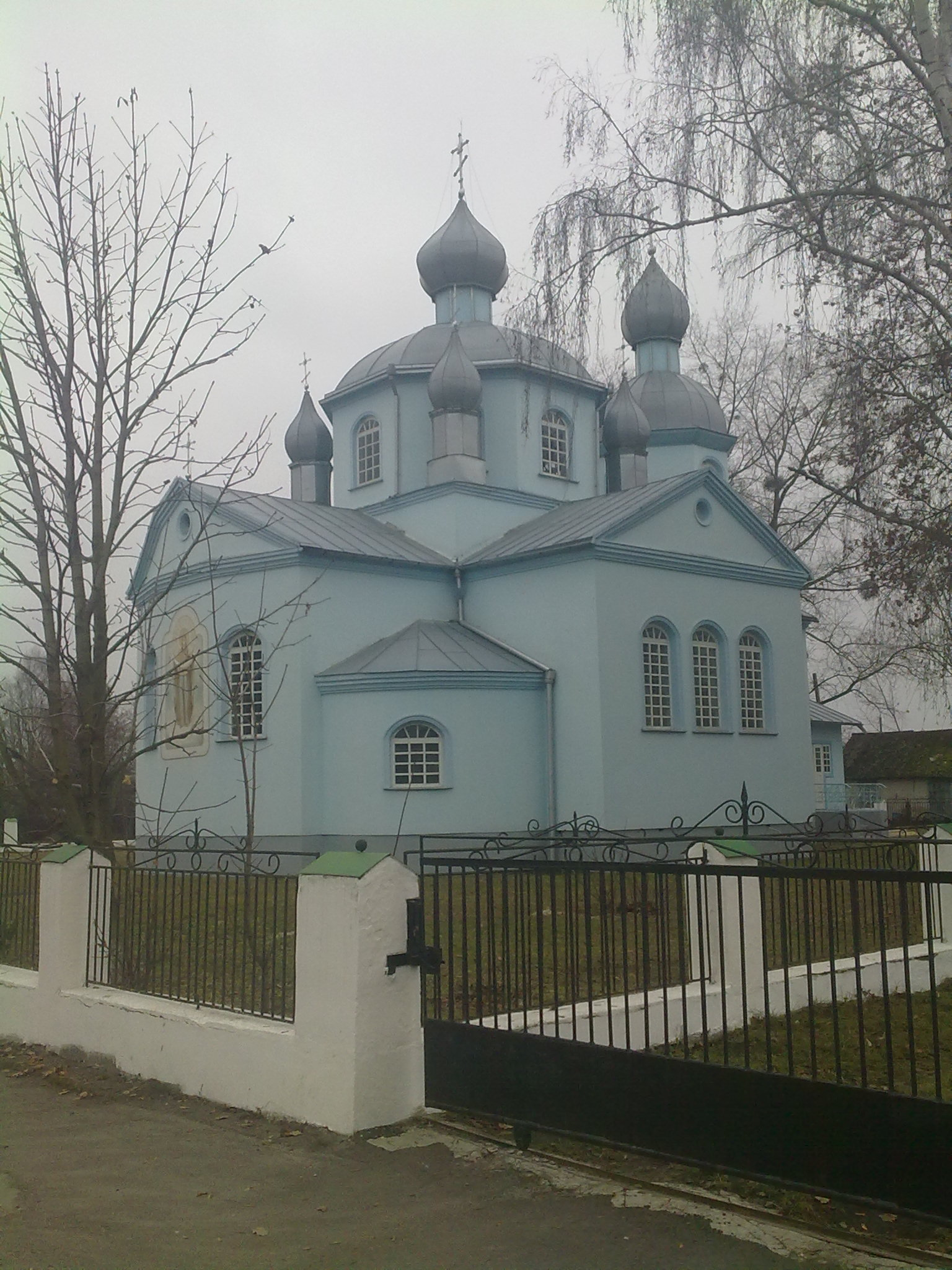

澤列納（烏克蘭語：Зелена），是烏克蘭的村落，位於該國西部沃倫州，由科韋利區負責管轄，始建於1927年，面積21.97平方公里，海拔高度173米，2001年人口758，人口密度每平方公里34.5人。